# Nhà thờ chính tòa Ciudad Rodrigo
Nhà thờ chính tòa Santa María (Ciudad Rodrigo) (Tiếng Tây Ban Nha: Catedral de Santa María (Ciudad Rodrigo)) là nhà thờ chính tòa nằm ở Ciudad Rodrigo, Tây Ban Nha. Nhà thờ được công nhận Bien de Interés Cultural năm 1889.